# Rudolf Świerczyński

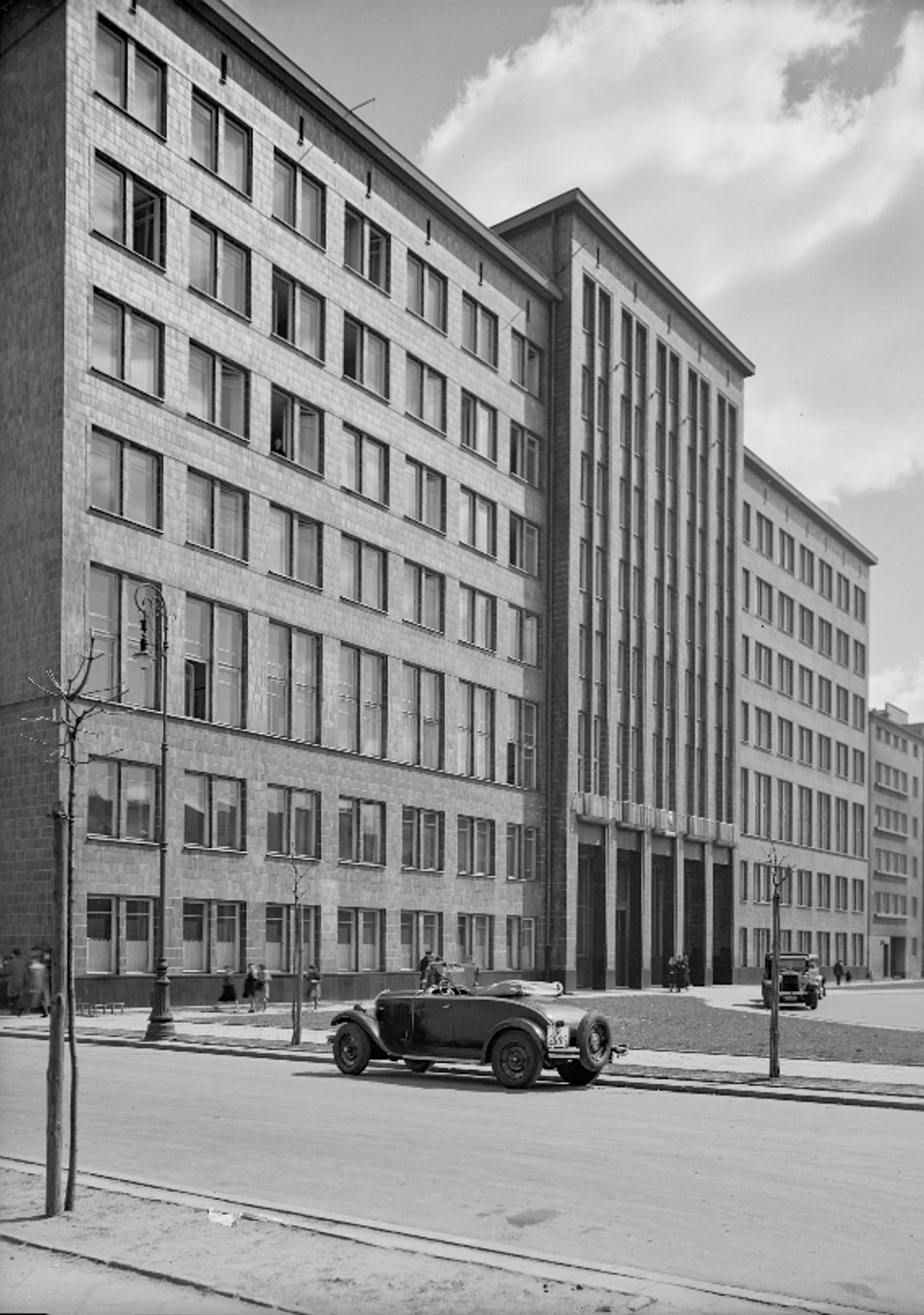
Gmach Ministerstwa Komunikacji

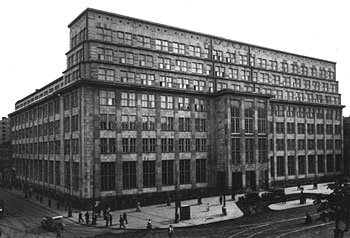
Gmach Banku Gospodarstwa Krajowego w Warszawie

Rudolf Świerczyński (ur. 23 kwietnia 1887 w Rudniku, zm. 14 maja 1943 w Warszawie) – polski architekt, przedstawiciel neoklasycyzmu i modernizmu, w latach 1931–1934 dziekan Wydziału Architektury Politechniki Warszawskiej.

## Życiorys
Syn Teodora Świerczyńskiego i Heleny z Myszkiewiczów. Urodził się w Rudniku k. Łowicza (obecnie część wsi Piaski Rudnickie), w majątku swego ojca. Po ukończeniu w 1903 nauki w średniej szkole realnej w Warszawie, Świerczyński rozpoczął studia w Instytucie Politechnicznym w Warszawie, od roku 1904 także na warszawskiej Szkole Sztuk Pięknych. Od 1905 studiował na Wydziale Budowlanym Politechniki w Darmstadcie, potem na Politechnice w Dreźnie. W 1910 ukończył studia uzyskując dyplom inżyniera architekta. Praktykował przez rok w pracowni Fritza Schumachera w Hamburgu. Następnie przeniósł się do Krakowa, gdzie zatrudnił się w pracowni Józefa Gałęzowskiego.
Od 1912 pracował w Warszawie. W 1915 był jednym ze współtwórców Wydziału Architektury Politechniki Warszawskiej, którego był profesorem, a w latach 1931–1934 – dziekanem.
Na początku swojej działalności projektował główne dwory i pałace (m.in. restauracja Pałacu Biskupów Kujawskich w Wolborzu). W latach 20. zainteresował się ideą miasta-ogrodu, co jest widoczne w zrealizowanych projektach na Żoliborzu w Warszawie (1921–1925).
Punkt zwrotny w karierze Świerczyńskiego stanowi projekt gmachu Banku Gospodarstwa Krajowego w Warszawie (1927) i późniejsze gmachy użyteczności publicznej jego projektu, gdzie od rozwiązań nawiązujących do klasycyzującej tradycji architektury polskiej przeszedł do form modernistycznych.
W 1937 otrzymał Grand Prix na Wystawie Światowej w Paryżu za całokształt twórczości. Był członkiem grupy twórczej „Praesens” i Towarzystwa Urbanistów Polskich. Od 1934 prezes oddziału warszawskiego Stowarzyszenia Architektów Polskich.
Na wniosek Polskiej Akademii Literatury 5 listopada 1938 został mu nadany Złoty Wawrzyn Akademicki.
Zmarł na zawał serca 14 maja 1943. Pochowany na cmentarzu Powązkowskim w Warszawie (kwatera 85-6-1,2).

## Ważniejsze dzieła
- Domy mieszkalne na osiedlu Żoliborz Oficerski (współpraca: Romuald Gutt, 1922–1927)
- Dom własny przy ul. Myśliwieckiej 12 (1924)
- Gmach Banku Gospodarstwa Krajowego w Warszawie (1928–1931)
- Gmach Ministerstwa Komunikacji (1929–1931)
- Budynek Kierownictwa Marynarki Wojennej przy ul. Żwirki i Wigury 105 (1933–1935)
- Dom Funduszu Kwaterunku Wojskowego przy ul. Wawelskiej 7 (1935)
- Główny Urząd Patentowy RP przy al. Niepodległości 188/192 (1937–1948)